# Adelin Petrișor
Adelin Petrișor (n. 29 iulie 1975, Buzău) este unul dintre cei mai cunoscuți jurnaliști de război din România.
Și-a început cariera în anul 1994, la postul de radio 2M+. În continuare, a lucrat la Tele 7 abc și TVR, apoi în perioada 1999 - 2008 la Antena 1, unde s-a afirmat prin reportajele exclusive realizate în zone de conflict. În perioada iulie 2008 - noiembrie 2009 a fost reporter special la Realitatea TV, iar din septembrie 2010 este colaborator al TVR.
A transmis din Irak, Afganistan, Liban, Israel, Algeria, Albania și alte zone de conflict. În 2006 a realizat un reportaj în închisoarea americană Guantanamo. În timpul ofensivei americane din Irak, în 2003 a fost singurul corespondent român care a transmis din Bagdad. De-a lungul timpului a intervievat personalități precum Yasser Arafat, Ehud Barak, Benjamin Netanyahu, Valentino Rossi, ayatolahul Mohamed Fadlallah, liderul spiritual al Hezbollah, secretarul general al NATO, Jaap de Hoop Scheffer (aprilie 2009). Este singurul jurnalist român care a zburat cu avioane supersonice militare. Alături de piloți experimentați a simțit ce înseamnă suprasarcina cu MiG-21 LanceR, Eurofighter Typhoon, F-16, Saab 39 Gripen.
În anul 2007 a publicat la Editura Humanitas un album de fotografie intitulat Corespondent de război.
A primit cinci premii ale Asociației Profesioniștilor de Televiziune din România, inclusiv Marele Premiu APTR în 2003, Premiul pentru cel mai bun reportaj în 2007 și Premiul pentru documentar politic în 2009

## Publicații
- "Războaiele mele", Editura Polirom, 2010[8]
- "Coreea de Nord, un lagăr cât o țară", Polirom, 2012
- "Țara cu un singur gras", Polirom, 2013